# 청암구역
청암구역(靑岩區域)은 조선민주주의인민공화국 함경북도 청진시의 7구역의 하나로 시의 북쪽에 위치한다. 인구는 2008년 기준으로 136,659명이다.

## 역사
- 1960년 - 청진시의 창평동, 반죽동, 인곡동, 락양동, 정산동, 해방동과 부령군의 직하리, 토막리를 병합해 청암구역이 설치되었다.
- 1963년 - 청진직할시 청암구역
- 1970년 - 함경북도 청진시 청암구역
- 1972년 - 부령군의 교원리, 련천리, 련진리, 마전리, 사구리, 룡저리, 부거리를 청암구역에 편입했다
- 1977년 - 청진직할시 청암구역
- 1985년 - 함경북도 청진시 청암구역
- 1992년 - 련진리, 마전리, 룡저리가 동으로 개편되었다.
- 1993년 - 라진시로부터 관해동, 방진동, 락산동, 리진동, 삼해동, 로창동, 라석동, 무창리, 서리를 편입하였다.

## 행정 구역
21동 6리로 구성된다.
- 동 - 락양동(洛陽洞), 역전동(驛前洞), 해방동(解放洞), 정산동(靜山洞), 인곡1동(仁谷一洞), 인곡2동(仁谷二洞), 문화1동(文化一洞), 문화2동(文化二洞), 금바위동, 청암1동(靑岩一洞), 청암2동(靑岩二洞), 련진동(連津洞), 마전동(麻田洞), 룡제동(龍渚洞), 방진동(方津洞), 리진동(梨津洞), 관해동 (觀海洞), 라석동(羅石洞), 삼해동(三海洞), 로창동(蘆倉洞), 락산동(洛山洞)
- 리 - 교원리(橋院里), 련천리(連川里), 부거리(富居里), 사구리(沙口里), 서리(西里), 직하리(稷下里)